# Gary Graham
Gary Graham (Long Beach, 7 de junho de 1950 – Spokane, 22 de janeiro de 2024) foi um ator estadunidense. Ele foi mais conhecido por seu papel de detetive Matthew Sikes na série de televisão Alien Nation (1989-1990) e cinco filmes de televisão subsequentes Alien Nation (1994-1997).

## Morte
Graham morreu no dia 22 de janeiro de 2024, aos 73 anos.

## Filmografia
| Ano  | Título                                 | Personagem                | Notas |
| ---- | -------------------------------------- | ------------------------- | ----- |
| 1979 | Hardcore                               | Tod                       |       |
| 1980 | The Hollywood Knights                  | Jimmy Shine               |       |
| 1983 | All the Right Moves                    | Greg                      |       |
| 1988 | The Arrogant                           | Giovanni                  |       |
| 1989 | The Last Warrior                       | Gibb                      |       |
| 1989 | Robot Jox                              | Achilles                  |       |
| 1992 | Man Trouble                            | Butch Gable               |       |
| 1993 | Necronomicon: Book of Dead             | Sam                       |       |
| 1997 | Steel                                  | Detetive                  |       |
| 1997 | To Die Quietly                         | Tommy                     |       |
| 1998 | Running Woman                          | John Delaney              |       |
| 2006 | Siren                                  | Jay Fagan                 |       |
| 2007 | Star Trek: Of Gods and Men             | Ragnar                    | Video |
| 2007 | Plugged                                | Slogan                    | Curta |
| 2008 | Dead End City                          | Murphy                    | Curta |
| 2008 | Mistaken Identity                      | George Kempler            |       |
| 2008 | Interviews                             |                           |       |
| 2010 | Quantum Quest: A Cassini Space Odyssey | Green (Voice)             |       |
| 2013 | Dust of War                            | Tom Dixie                 |       |
| 2014 | Prelude to Axanar                      | Ambassador Soval          | Short |
| 2014 | The Extendables                        | Burton                    |       |
| 2017 | Champion                               | Jack Reed                 |       |
| 2018 | Demon Protocol                         | Father Prester J. Bedford |       |
| 2020 | Unbelievable!!!!!                      | Neil Downe                |       |

| Ano       | Título                                      | Personagem                                               | Notas                                        |
| --------- | ------------------------------------------- | -------------------------------------------------------- | -------------------------------------------- |
| 1976      | The Quest                                   | Aaron Jordan                                             | 1 Episódio                                   |
| 1977      | Eight Is Enough                             | Second Poker Player                                      | 1 Episódio                                   |
| 1977      | Starsky & Hutch                             | Freddy                                                   | 1 Episódio                                   |
| 1977      | Police Woman                                | Santa                                                    | 1 Episódio                                   |
| 1978      | David Cassidy: Man Undercover               | Otis                                                     | 1 Episódio                                   |
| 1979      | The Incredible Journey of Doctor Meg Laurel | Jacob Barth                                              | Filme para TV                                |
| 1979      | The Ordeal of Patty Hearst                  | Young Editor                                             | Filme para TV                                |
| 1979      | The Incredible Hulk                         | Greg                                                     | Episódio: "Metamorphosis"                    |
| 1980      | Scruples                                    | Jake Cassidy                                             | TV mini series                               |
| 1981      | Knots Landing                               | Cal                                                      | 1 Episódio                                   |
| 1981      | No Place to Hide                            | David Norland                                            | Filme para TV                                |
| 1981      | Fire on the Mountain                        | Marshal Burr                                             | Filme para TV                                |
| 1981      | CHiPs                                       | Anthony Chadway                                          | Episódio: "Concours d'Elegance"              |
| 1982      | The Dukes of Hazzard                        | Denny                                                    | 1 Episódio                                   |
| 1982      | Thou Shalt Not Kill                         | Ray Masters                                              | Filme para TV                                |
| 1982      | Money on the Side                           | Jack Gilson                                              | Filme para TV                                |
| 1982      | T. J. Hooker                                | Jeff Simpson                                             | 1 Episódio                                   |
| 1984      | Remington Steele                            | Butch Bemis                                              | 1 Episódio                                   |
| 1985      | The Atlanta Child Murders                   | Ken Lawson                                               | TV miniseries                                |
| 1985      | Moonlighting                                | Michael Wrye                                             | 1 Episódio                                   |
| 1985      | Crazy Like a Fox                            | Judd                                                     | 1 Episódio                                   |
| 1985      | Hunter                                      | David Talon                                              | Episódio: "Killer in a Halloween Mask"       |
| 1985      | Hollywood Beat                              |                                                          |                                              |
| 1987      | The Dirty Dozen: The Deadly Mission         | Joe Stern                                                | Filme para TV                                |
| 1989-1990 | Alien Nation                                | Detetive Matthew Sikes                                   | 22 Episódios                                 |
| 1992      | In the Best Interest of the Children        | John Birney                                              | Filme para TV                                |
| 1992      | Danger Island                               | Rick                                                     | Filme para TV                                |
| 1993      | Trouble Shooters: Trapped Beneath the Earth | Jack                                                     | Filme para TV                                |
| 1993      | The Commish                                 | Barry Witt                                               | Episódio: "Burned Out Case"                  |
| 1993      | Grace Under Fire                            | Andy                                                     | Episódio: "Second Time Around"               |
| 1994      | Alien Nation: Dark Horizon                  | Detetive Matthew Sikes                                   | Filme para TV                                |
| 1994-1995 | M.A.N.T.I.S.                                | Capitão Ken Hetrick                                      | 9 Episódios                                  |
| 1995      | Renegade                                    | John Henry Dukane                                        | Episódio: "Legend"                           |
| 1995      | Legacy of Sin: The William Coit Story       | Mike Backus                                              | Filme para TV                                |
| 1995      | Alien Nation: Body and Soul                 | Detetive Matthew Sikes                                   | Filme para TV                                |
| 1995      | Star Trek: Voyager                          | Tanis                                                    | Episódio: "Cold Fire"                        |
| 1996      | Alien Nation: Millennium                    | Detetive Matthew Sikes                                   | Filme para TV                                |
| 1996      | Angel Flight Down                           | Bob Bagshaw                                              | Filme para TV                                |
| 1996      | The Siege at Ruby Ridge                     | Brian Jackson                                            | Filme para TV                                |
| 1996      | Pacific Blue                                | Jackie Earl Bates                                        | Episódio: "Genuine Heroes"                   |
| 1996      | Alien Nation: The Enemy Within              | Detetive Matthew Sikes                                   | Filme para TV                                |
| 1997      | Sisters and Other Strangers                 | Dave Metzger                                             | Filme para TV                                |
| 1997      | Alien Nation: The Udara Legacy              | Detetive Matthew Sikes                                   | Filme para TV                                |
| 1998      | Promised Land                               | Ryan Matthews                                            | Episódio: "Total Security"                   |
| 1998      | Diagnosis: Murder                           | Ryan Matthews                                            | Episódio: "Promises to Keep"                 |
| 1998      | Soldier of Fortune, Inc.                    | Bill Michaels                                            | Episódio: "Payback"                          |
| 1999      | Ally McBeal                                 | Rodney Wilcox                                            | Episódio: "Angels and Blimps"                |
| 1999      | Crusade                                     | Bruder                                                   | Episódio: "The Path of Sorrows"              |
| 1999      | Dillinger in Paradise                       |                                                          |                                              |
| 2000      | Walker, Texas Ranger                        | Travis                                                   | Episódio: "Showdown at Casa Diablo: Part 1"  |
| 2000      | Manhattan, AZ                               | Lt. Col. Baugarten                                       | Episódio: "Lt. Colonel's Boy"                |
| 2000      | Seven Days                                  | Paul Watson                                              | Episódio: "The Fire Last Time"               |
| 2001      | Nash Bridges                                | Ulysses Paxton Jr.                                       | Episódio: "Something Borrowed"               |
| 1997-2001 | JAG                                         | Capitão Tobias Ingles / Capitão Gary Hochausen           | 6 Episódios                                  |
| 2002      | Sheena                                      | Glenn Pollett                                            | Episódio: "Stranded in the Jungle"           |
| 2002      | The Agency                                  | Dobson                                                   | Episódio: "The Understudy"                   |
| 2003      | Dragnet                                     | Stan Mackey                                              | Episódio: "All That Glitters"                |
| 2005      | Slavery and the Making of America           | Reenactor                                                | Episódio: "The Downward Spiral"              |
| 2005      | Crossing Jordan                             | Ben Morgan                                               | Episódio: "Sanctuary"                        |
| 2001-2005 | Star Trek: Enterprise                       | Ambassador Soval                                         | 12 Episódios                                 |
| 2008      | Divas of Novella                            | McGreg                                                   | Filme para TV                                |
| 2009      | The Crusader                                | Dr. John Ellis                                           |                                              |
| 2009      | Nip/Tuck                                    | Silas Martel                                             | Episódio: "Wesley Clovis"                    |
| 2010      | Amish Grace                                 | Henry Taskey                                             | Filme para TV                                |
| 2010      | Universal Dead                              | Dr. David Macavoy                                        | 3 Episódios                                  |
| 2012      | Cardio World                                | Chefe da NASA                                            | Episódio: "I'm FATTER and I Can't Get DOWN!" |
| 2008-2012 | The Jace Hall Show                          | Tuxedo Guy / Smoking Jacket Guy / The Smoking Jacket Guy | 44 Episódios                                 |
| 2015      | Work Related                                | Tony                                                     | Episódio: "1 a 5"                            |
| 2015      | Under Surveillance                          | Washington                                               | Filme para TV                                |
| 2015-2017 | Star Trek: Renegades                        | Ragnar                                                   | 2 Episódios                                  |